# Bienvenida Sarmiento
Bienvenida Sarmiento   (San Juan de la Frontera, 30 d'octubre de 1804 - San Juan de la Frontera, 21 de març de 1900) Vicenta Bienvenida Sarmiento y Albarracín va ser una educadora argentina.

## Biografia
Va néixer a San Juan de la Frontera el 1804, era filla de Clemente Sarmiento i Paula Albarracín, tots dos membres de famílies argentines distingides, i germana gran del mestre i polític Domingo Faustino Sarmiento i de la pintora Procesa Sarmiento.
Sarmiento va dedicar tota la seva vida a la tasca educativa, a la beneficència i la caritat. Al llarg de la seva vida va ocupar diversos càrrecs directius a diferents centres educatius. Ja el 1839 formava part d'una Comissió Protectora de l'Educació del Col·legi de Pensionistes de Santa Rosa, fundat pel seu germà Faustina, sent ella encarregada del règim intern, a més d'arribar a ser-ne sotsdirectora.
El 1841 va marxar exiliada a Xile acompanyant al seu germà, sent perseguida tota la família per part del governador de la província de San Juan, Nazario Benavídez. A la província de San Felipe de Aconcagua va fundar i dirigir durant molts anys un col·legi femení amb la col·laboració de la seva germana Procesa, que va ser conegut amb el nom de «Colegio de las Sarmientos». L'ensenyament era impartit per ella i la seva germana, quelcom que, en opinió de José Bernardo Suárez, va representar una innovació a la situació del moment, ja que habitualment les directores confinaven l'educació de les noies a professors. Segons el mateix autor, s'hi ensenyaven diverses matèries, tant castellà, geografia o història fins a activitats aleshores considerades femenines, com era el brodat de teixits.
Després de dotze anys a Xile, va tornar a San Juan, on va continuar amb la seva tasca educativa. Hi va fundar una escola de capacitació docent que va oficialitzar el seu germà quan aquest va esdevenir governador de la província, va rebre el nom d'Escuela Modelo. Va viure a la seva casa natal fins a la seva mort el 1900, als 96 anys.